# Gianni Moscon
Gianni Moscon (ur. 20 kwietnia 1994 w Trydencie) – włoski kolarz szosowy. Olimpijczyk (2020).

## Osiągnięcia
Opracowano na podstawie:

2014
- 2. miejsce w GP Capodarco
- 1. miejsce w Piccolo Giro di Lombardia

2015
- 2. miejsce w Ronde van Vlaanderen U23
- 1. miejsce w Trofeo Città di San Vendemiano
- 1. miejsce w mistrzostwach Włoch U23 (start wspólny)
- 1. miejsce w Coppa dei Laghi

2016
- 3. miejsce w Settimana Internazionale di Coppi e Bartali
- 1. miejsce w Arctic Race of Norway
  - 1. miejsce w klasyfikacji młodzieżowej
  - 1. miejsce na 3. etapie

2017
- 1. miejsce w mistrzostwach Włoch (jazda indywidualna na czas)
- 3. miejsce w mistrzostwach świata (jazda drużynowa na czas)
- 3. miejsce w Giro di Lombardia

2018
- 2. miejsce w Trofeo Serra de Tramuntana
- 1. miejsce na 3. etapie Critérium du Dauphiné (jazda drużynowa na czas)
- 1. miejsce w Coppa Agostoni
- 3. miejsce w Coppa Sabatini
- 1. miejsce w Giro di Toscana
- 1. miejsce w mistrzostwach Włoch (jazda indywidualna na czas)
- 1. miejsce w Tour of Guangxi
  - 1. miejsce w klasyfikacji młodzieżowej
  - 1. miejsce na 4. etapie

2021
- 1. miejsce na 1. i 3. etapie Tour of the Alps
- 1. miejsce w Gran Premio di Lugano

## Rankingi
| Rok              | 2014 | 2015 | 2016 | 2017 | 2018 | 2019 | 2020  | 2021 | 2022  | 2023  | 2024  |
| ---------------- | ---- | ---- | ---- | ---- | ---- | ---- | ----- | ---- | ----- | ----- | ----- |
| UCI World Tour   |      |      | 116. | 58.  | 65.  |      |       |      |       |       |       |
| World Ranking    |      |      | 86.  | 52.  | 32.  | 149. | 1486. | 77.  | 1556. | 1247. | 2069. |
| UCI Europe Tour  | 139. | 92.  | 31.  | 133. | 36.  | 123. | 1111. | 64.  | 1042. | -     | -     |
| UCI America Tour | -    | 117. | -    | -    | -    |      |       |      |       |       |       |
|                  |      |      |      |      |      |      |       |      |       |       |       |
| Źródło: UCI      |      |      |      |      |      |      |       |      |       |       |       |